# Filippo Maria Certani
Don Filippo Maria Certani (o Cerretani; Bologna, ... – dopo il 1666) è stato un religioso e letterato italiano (bolognese) vissuto nel XVII secolo.
Figlio di Giovan Filippo Certani e di Lucia Rivali; fratello dell'Abate Giacomo Certani, ne seguì le orme entrando nei Canonici Regolari Lateranensi, ordine di cui vestì l'abito a Monteveglio l'8 settembre 1626, facendo solenne professione un anno più tardi.
Appartenente ad una illustre ed antica famiglia, si procurò ben presto fama di autorevolezza dottrinaria all'interno della sua congregazione e fu devotissimo di Sant'Ubaldo Baldassini, figura alla quale dedicò la sua opera principale intitolata "Idea del buon vivere, Azioni più considerabili di S. Ubaldo, Canonico Regolare Lateranense, e Vescovo di Gubbio", pubblicata nel 1666 a Milano, presso la stamperia Archiepiscopale.